# モルゴス

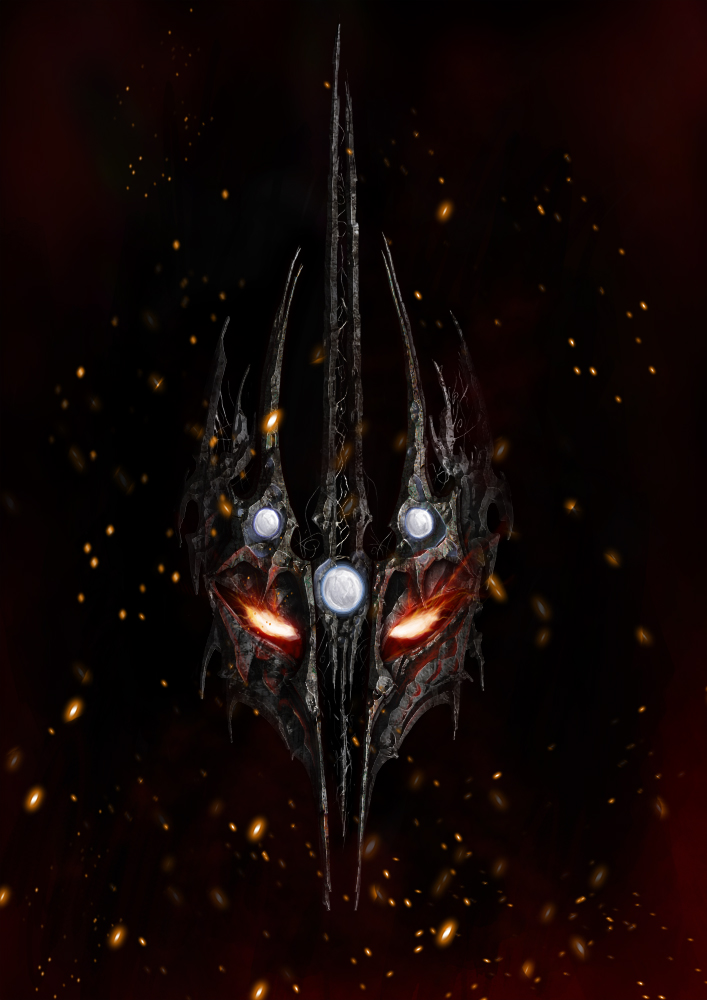
冥王モルゴス

モルゴス（Morgoth）は、J・R・R・トールキンの中つ国を舞台とした小説、『シルマリルの物語』の登場人物。

## 概要
エル・イルーヴァタールによって作られたヴァラールの一人で、神々の王マンウェとは兄弟の関係にあった。彼の本来の名前はメルコール(Melkor)であった。メルコールはヴァラール、ひいては全アイヌアの中でも最大の力を持つ存在であり、力と知識において最も優れた資質を与えられていた上、他のヴァラールの資質をも幾らかずつ併せ持っていた。だがこの力を悪しき方向に使い、マンウェの王国（アルダ）を力で奪い取る事に費やし、アルダに回復不能な傷を負わせた。この反逆を以てメルコールという名は奪い去られ、彼は最早ヴァラールの一員としては数えられない。
マイアールの中には彼の力に畏怖し、仕える者も現れた。彼はアルダの内と云わず外と云わず多くのマイアールを堕落させた。その中でも強大なものがサウロンであり、それよりも卑小なもの達がバルログであった。
彼は『シルマリルの物語』における邪悪な者たちの首魁であり、尚且つ『ホビットの冒険』や、『指輪物語』にまでおけるアルダの諸悪の根源でもある。

### 名前
彼の本来の名前であるメルコールは、クウェンヤで「力にて立つ者」(He Who Arises In Might)の意である。このメルコールをシンダール語で表したものがベレグーア(Belegûr)になるが、シンダールにとって初めて会った時から敵であった彼に、この名前が用いられることは一度もなかった。故に彼らはベレグーアを捩ってベレグアス(Belegurth)と呼んだ。これは「大いなる死」(Great Death)を意味する。メルコールの名が使われなくなった後は、モルゴスと呼ばれるようになったが、これはシンダール語で「黒き敵」(Black Foe)もしくは「暗黒の敵」(Dark Enemy)を意味する。この他にシンダール語で「圧制者」(the Constrainer)の意味を持つバウグリア(Bauglir)の名で呼ばれることもある。
なおモルゴスと名付けたフェアノールがシンダール語を知っている筈がない（シンダール・エルフと交流がない）ので、本来はクウェンヤで「黒き敵」と呼んだ筈である。原作者のトールキンは、モルゴスのクウェンヤ形について幾つかの案を出しており、モリンゴット(Moringotto, Moriñgotho)、またはモリコット(Morikotto)になるだろうと記している。しかし明確にどれが正解かは述べていない。　

### 肩書
彼の最も代表的な肩書（タイトル）は「冥王」(Dark Lord)である。「ダークロード」という単語が世に初めて用いられたのは『指輪物語』のサウロンだったが、本来はモルゴスこそが初代の「冥王」に当たる。アイヌアとしては極寒と灼熱を生じさせた者だったが、アルダに害を加える上で最もよく用いたのが暗闇であった。本来は暗闇は生者にとって恐れる必要のないものであったが、暗闇を全ての生ある者にとって甚だしい恐怖に満ちたものへと変えてしまった。故に彼は「冥王」と呼ばれるようになったのである。この他にエルフ達からは「大敵」(Great Enemy)や「暗黒の王」(Lord of the Darkness)などと呼ばれた。
彼自身が称したものとしては「世界の王」(King of the World)や、人間の英雄フーリンに対して名乗った「アルダの運命の主」(Master of the fates of Arda)、「長上王」(Elder King)がある。しかし「長上王」はマンウェの肩書であり、モルゴスの詐称に過ぎない。
『シルマリルの物語』には出てこないが、『中つ国の歴史』シリーズにのみ登場するものとしては、「北方の暗黒の力」(the Dark Power of the North)、「地獄の王」(Lord of Hell)、「虚言の王」(Lord of Lies)、「災禍の王」(Lord of Woe)、「地獄の民の君主」(Prince of the People of Hell)などがある。

### 能力
彼の力は全アイヌア中、最強と言ってよいものであった。原作者のトールキンは、メルコールの元来の性質はより遥かに強大なものとして造られたと、後の"フィンロドとアンドレス"の草稿にて書いている。彼はエル・イルーヴァタールを除けば最大の力を持つ者であり、他のヴァラールが皆一丸となって挑んでも、彼を制御することも縛鎖につける事も不可能であった。全盛期のメルコールはただ睨みつけるだけで、マンウェの気力を挫くことすら可能だったという。
しかしここで重要な事がある。彼の力は確かに膨大なものではあったが、エルとは異なり所詮は有限のものに過ぎないという点である。彼は無分別に力を空しく浪費したり、他者を堕落させたり配下に力を分け与えたり、邪悪な生き物を創ることなどによって、少しずつその力を減じていったのである。この事の詳細はメルコールの弱体化を参照されたい。
彼のその絶大な力は、原初のアルダの形成期の時に最も発揮された。彼は自身の欲望や目的に沿うように捻じ曲げようとし、各所で盛んに火を燃やしたのである。そして若いアルダが炎で満ちると、そこを我が物にしようとした彼は、他のヴァラールがアルダを形造ろうとするのを妨害し始めた。彼らが陸地を造り上げると、メルコールが破壊し、彼らが谷を穿つとメルコールが埋め戻してしまった。山々を積み刻み上げると、メルコールがこれを崩した。海を作るため深く掘ったなら、メルコールが海水を周囲に溢れさせてしまった。かくの如くヴァラールが仕事を始めても必ず、それを元に戻すか損ねてしまったのである。このためアルダは当初ヴァラールが思い描いていたものとは異なるものに仕上がってしまった。これらの混乱が統御されるのは大分後の事となる。
彼はその強大な力を用いて2つの山脈を隆起させた。中つ国の極北に造られた鉄山脈（エレド・エングリン）と、中つ国の南東部に造られた霧ふり山脈（ヒサイグリア）である。前者は彼の最初の大規模地下要塞であるウトゥムノの防壁として築かれ、後者は狩人神オロメが中つ国内部に分け入るのを妨げるために築かれた。また後者は、『ホビットの冒険』及び『指輪物語』にも登場し、トーリン達やフロド達一行が霧ふり山脈越えを敢行しようとしたことや、ドワーフがモリアの王国を山脈内に築いたことでも知られる。またアマンから帰還した直後に鉄山脈の南側に、第二の大規模地下要塞として造り直されるアングバンドを掘った時に出た大量の土砂と礫、それと地下溶鉱炉から出た大量の灰や鉱滓を積み上げた、サンゴロドリムの塔と呼ばれる連峰を築くことになる。第二代冥王となったサウロンが精々山を破壊できる程度の力であるのと比べれば、最強のアイヌアである彼の力が如何程のものであったかがこの事からもわかるだろう。
彼は、山々の頂から山々の下なる深い溶鉱炉に至るまで、冷気と火を支配していた。そして彼が座している所には暗黒と影が周囲を取り巻いており、その暗闇は優れた眼を持つマンウェとその召使たちでさえも見通すことは出来なかったという。またイルーヴァタールから人間が贈り物として賜った"死"に、影を投げかけて暗黒の恐怖と混同させ、"死"を忌避すべきものとしてしまったのも彼の仕業であった。
メルコールは他のヴァラールの中でもアウレと最も似ていた。才能や考えること、新しい物を作り出す事でその技を賞賛される事を共に喜んだ。しかしアウレがエル・イルーヴァタールに忠実であり、他者を妬むことはなく、自らの制作物に執着する事がなかったのに対し、メルコールはアウレを妬み、羨望と所有欲に身を焼くようになっていった。結果彼は他者の作品を破壊するか、模造するか、醜く作り変えるかの何れかしかできなくなってしまった。そのメルコールが創りだしたのが、邪悪なオークやトロル、竜のような怪物たちである。エルフの古賢やエント達に言わせると、オークは捕らえたエルフを醜く捻じ曲げ変質させたものであり、トロルはエントの模造物であるという。しかしこれは彼らの間での通説であり、実際の所オークやトロルの成り立ちは不明なところが多い。ただ、モルゴスが深く関わっていることだけは確かである。

### 外見
メルコールが最初に目に見える形を取った時は、彼の心中に燃える悪意と鬱屈した気分のため、その形は暗く恐ろしかった。彼は他のヴァラールの誰よりも強大な力と威厳を見せてアルダに降り立った。だがその姿はさながら、頭を雲の上に出し、その身に氷を纏い、頭上に煙と火を王冠のように戴き、海を渡る山のようであった。そしてその目の光たるや熱を持って萎らせ、死の如き冷たさで刺し貫く炎のようであったという。
弱体化した後に彼が取っていた姿は、ウトゥムノの圧制者としての丈高く見るだに恐ろしい暗黒の王の姿である。ウトゥムノが出来て以降、彼はアマンに囚われていた一時期を除き、ずっとこの姿を取っていた。
上のエルフの上級王フィンゴルフィンとの一騎討ちの際は、黒い鎧で身を包んでおり、頭には鉄の王冠を戴き、地下世界の大鉄槌グロンドと、紋章のない黒一色の巨大な盾をその手に携えていた。エルフ王の前ではモルゴスの姿はまるで塔のようであったという。
なおアマンで取っていた姿は詳細はなく、ヴァラとして尤もらしい姿をしていたとくらいしか書かれていない。

### メルコールの弱体化
トールキンはこのメルコールの弱体化というアイディアについて、二つのパターンを考えていた。その内の一つが出版された『シルマリルの物語』や『終わらざりし物語』にもあるように、アルダを侵食するために、数多い下僕に悪意と力を注ぎ込んで繰り出し、己の力を空虚さの中に浪費してるうちに、本来は並ぶ者のなかったメルコール自身の力は少しずつ損なわれ、弱まっていった、というものである。この結果諸力の戦い（諸神の戦い）でウトゥムノを攻略したマンウェは、要塞の最深部でメルコールと相見えたが、二人とも大いに驚愕したという。マンウェはメルコールの眼光で最早怯むことがなかったため、メルコール個人の力が衰えたことに気付いたためであり、逆にメルコールはそんなマンウェを見て、自身の力がマンウェよりも弱体化したことを見て取ったためであった。そして彼はトゥルカスと組み打ち、投げ飛ばされ敗北を喫するのである。
もう一つの案は、メルコールがアルダそのものを支配するために、自己とアルダを同一化しようと試みたというものである。これはサウロンと一つの指輪との関係に似ているが、それよりも遥かに広大且つ危険な方法であった。つまりアルダ全てが（祝福された地アマンを除いて）メルコールの"要素"を含むこととなり、穢れてしまったからである。このためアマン以外の地で生まれ育つものは、大なり小なりメルコールの影響を受けてしまう事になった。しかしこの事と引き換えに、モルゴスは彼が持っていた膨大な力の殆どを失ってしまった。故に中つ国全てがいわば「モルゴスの指輪」となったのである。ただサウロンとモルゴスの指輪の違いは、サウロンの力は小さいが集約されているため指に嵌めることができ、彼は昔日にも増してその力を発揮できるが、モルゴスのそれは彼の膨大な力が中つ国遍くに散逸してしまっており、彼の直接的なコントロール下にはないという点である。そしてその膨大な力を差し引いて残った余り物―それが即ちモルゴスに他ならないということは、彼の肉体に宿る霊が酷く萎びて零落してしまった事を意味した。しかしこのためにモルゴスを完全に滅ぼそうとするならば、アルダそのものを完全に分解しなければならないというジレンマが生じてしまった。ヴァラールがモルゴスとの全面的な戦いになかなか乗り出さなかったのはこのためである。
どちらのアイディアが最終的なトールキンの意図、つまり正典となったのかは曖昧模糊としており（後期には後者の方に関しての考察が多いが）、出版された『シルマリルの物語』では前者の案を採用している。何れにせよモルゴスは弱体化した結果、永遠に"受肉"してしまい、アイヌアなら誰でもできる、肉体を棄てて不可視の姿に戻ることさえできなくなったのである。トールキンの草稿によると、第一紀末のモルゴスの力は第二紀のサウロンよりも劣るものであったという。
弱体化および受肉し、堕落してアイヌアとしての力を殆ど失ったモルゴスに残されたのは、巨人の如き体躯(ogre-size)と怪力(monstrous power)と幾許かの魔力であった。元ヴァラとしての威光は久しく痕を留めたため、彼の面前では殆どの者が恐怖に落ち込むこととなった。とは言え、彼は受肉したことにより傷付くのを恐れ、自身が戦いに巻き込まれるのを可能な限り避けるようになり、専ら下僕たちや卑劣なカラクリを用いるようになっていった。宝玉戦争において、彼が自ら戦場に現れて武器を振るったのはただの1度だけであり、その殆どをアングバンドの深奥に引き篭もって過ごしたため、弱体化後のモルゴスの能力的な描写があるのは僅かなものでしかない。彼はサンゴロドリムから火と煙を吹き出させ、時には火焔流を流出させたり、炎を太矢のように遠く飛ばし落ちた箇所を破壊したりすることが出来た。フィンゴルフィンとの決闘の際には、大鉄槌グロンドを高々と振り上げ雷光の如く打ち下ろし、大地を劈いて大きな穴を開け、そこからは煙と火が発したという。また人間の英雄フーリンを魔力で金縛りにし、彼の家族たちに呪いをかけ、後に一家全員の運命を破滅に追い込んでいる。ただこれは文字通りモルゴスの呪いの魔力なのか、彼の下僕であるグラウルングを用いて結果的にそうなるように仕向けたのか、線引が難しいところがある。
実の所、メルコールの持っていたオリジナルの力が減じてゆき、弱体化してゆくというアイディアは、後期クウェンタ・シルマリッリオン(LATER QUENTA SILMARILLION、LQ)の『アマン年代記』にて初めて見られるもので、初期クウェンタ・シルマリッリオン(EARLY QUENTA SILMARILLION、EQ)には見られないものであった。EQは『中つ国の歴史』シリーズの5巻に当たり、LQは10巻から11巻に当たるが、LQで物語として改変・執筆されたのはトゥーリン・トゥランバールの死辺りまでで、それ以降の部分（ゴンドリンの没落や怒りの戦いなど）はEQを用いざるを得なかったため、これは特別厄介な問題を引き起こした。即ち古い時代に書かれたEQと、より発展した構想のもとに書かれたLQの間では看過しがたい不調和が生じたということで、これは編者のクリストファーも認めている。この不調和には様々な設定の差異などがあるが、その一つとして『シルマリルの物語』の終盤部分は、メルコールの弱体化というアイディアが無い時代に書かれたものだということに留意する必要がある。

## 来歴

### 世界の創造前
世界が始まる前、最も力あるアイヌアとして誕生したメルコールは、不滅の炎を求めてしばしば独り虚空に入った。彼には、エル・イルーヴァタールが虚空のことを全く顧みないように思われたため、それに不満を抱き、彼を創造した者を見倣って、意志ある者達を創りだし虚空を満たしたいと考えるようになった。だがそれには神秘の火、不滅の炎が必要だったのであるが、彼はそれを見出すことは出来なかった。何故ならばその火はイルーヴァタールと共にあったからである。しかしこの単独行動が過ぎるあまり、彼は次第に同胞たちと異なる独自の考えを抱くようになっていった。

### 世界の創造
そして世界創造の歌、無数のアイヌアの聖歌隊による音楽、即ちアイヌリンダレが歌われた際、主題が進むに連れ、メルコールは心中に彼独自の、イルーヴァタールの主題にそぐわぬことを織り込もうという考えを起こした。メルコールは自分に割り当てられた声部の力と栄光を、さらに偉大なものにしたいという欲望が湧き起こったのである。そして世界創造前に抱いた考えの一部を彼の音楽に織り込んだのであった。すると彼の周囲には不協和音が生じ、他のアイヌアの旋律を乱し、中にはメルコールの音楽に調子を合わせるアイヌアも出始めた。こうして彼の不協和音はイルーヴァタールの主題とぶつかることとなった。するとイルーヴァタールは第二の主題を提示し新たな音楽が始まったが、またもメルコールの不協和音がこれと競い合い、最後には勝ちを制した。しかしイルーヴァタールが提示した第三の主題は全く相容れない二つの音楽が同時進行するような仕儀となり、最後にはイルーヴァタールの主題がメルコールと同調者達の不協和音さえも取り込んで一つの音楽として完成するようになっていた。そしてこの時イルーヴァタールはメルコールを叱責したが、彼は恥じ入ったものの考えを改めることなく、むしろ密かに心に怒りを懐いた。
イルーヴァタールがアイヌアの音楽の産物であるエア（Eä、アルダを含む世界全てを指す）を幻視させると、アイヌアの内最も力ある者の多くがアルダに心を奪われそこに降り立つことを願ったが、その最たるものがメルコールであった。最も彼はアルダに赴いてイルーヴァタールの子らのために準備を整えるよりも、実の所アルダの支配者となりたかったのであるが。そして歌の主題が実在となって地球即ちアルダが誕生すると、彼が生じさせた極寒と灼熱を統御するという口実を己自身も信じこんで、アルダに降った多くのアイヌアの一人となった。そしてヴァラールがアルダを仕上げるのは自分たちの仕事であると気づき、その大事業にとりかかった時、メルコールはアルダを我が物にしようとし、他のヴァラにそう宣言した。しかし兄弟であるマンウェに窘められて一旦は退き、他の場所に立ち去り、そこで自分の好き勝手をしたものの、彼はアルダの支配を諦めてはいなかった。そこでヴァラールが目に見える諸力として肉体を纏い、美しく地上を歩く姿を見て嫉妬に燃え、自らも肉体を纏うと同胞たちに戦いを挑んだ。しばらくはメルコールが優勢だったが、トゥルカスが参戦するとアルダからの逃走を余儀なくされた。

### 灯火の時代
アルダの外なる暗闇に追いやられたメルコールは、トゥルカスを憎悪しつつ密かに機会を伺っていた。その間にヴァラールは世界に秩序をもたらし、ヤヴァンナの種子も蒔かれ、メルコールの火も鎮められるか、あるいは原初の山々の下に埋められた。そして世界には光が必要となったため、アウレが二つの巨大な灯火を造り、そしてヴァルダが灯火に明かりを点け、マンウェがこれを清めた。ヴァラールはこの灯火を南北にそれぞれ据え付けた。この灯火が据え付けられた柱は、後の世の如何なる山々も及ばないほどの高さであったという。その灯火の下ヤヴァンナの種子はたちまち芽吹き生い茂り、獣たちも現れ出た。そして中つ国にかつてあった大湖に浮かぶアルマレンの島に彼らの宮居を築き、宴を開き、「アルダの春」と呼ばれる平和な時代を謳歌し始め、如何なる禍も懸念せずにいた。しかしメルコールはこれらのことをすべて把握していた。何故ならば彼が堕落させた数多のマイアールがスパイとして働いていたからである。彼らの長はサウロンであった。やがてトゥルカスが心地よい疲れから眠り込んでしまうと、機会到来と見たメルコールは堕落させた精霊たちをエアの館から呼び出し、灯火も朧な中つ国の遥か北方に鉄山脈を築き、その山々の地の下深くに穴を掘り、大規模な地下要塞を造り始めた。これこそウトゥムノである。この地よりメルコールの禍と憎悪の瘴気が流れでて、「アルダの春」は台無しとなった。植物は病んで腐り、水は淀み腐敗し、獣達は角や牙ある怪物となり大地を血で染めた。ここに至りヴァラールもようやくメルコールが活動を再開したことを悟り、彼が潜んでいる場所を探し求めたが、メルコールは彼らが準備を整える前に奇襲を仕掛け、アルマレンを照らしていた二つの巨大な灯火を破壊してしまった。このときアルダがこうむった被害は甚大で、陸は砕け海は荒れ狂い、灯火は破壊の炎となって流れ出た。このためヴァラールが最初に構想した世界は決して実現しなくなってしまった。復讐を終えたメルコールは速やかにウトゥムノに撤退し、災害の鎮圧で手一杯のヴァラールには彼を追撃する余裕はなかった。かくして「アルダの春」は終わりを告げた。アルマレンの彼らの宮居は完全に破壊されたため、やむなくヴァラールは中つ国を去り、西方大陸アマンに移り住んだ。そしてメルコールを警戒し、ペローリ山脈即ちアルダで最も高いアマンの山脈を防壁として築いた。とは言え神々は完全に中つ国を見捨てたわけではなく、ウルモの力はメルコールの暗黒の地にあっても絶えざる水の流れの形をとって配慮され、ヤヴァンナ、オロメの二者はアマンから遠く隔たった暗黒の地にも時折訪れた。前者はメルコールのもたらした傷を少しでも癒すため、後者はメルコールの怪物を狩るためであった。メルコールはそんなオロメを恐れ疎んじ、彼の侵入を妨げるため霧ふり山脈を隆起させた。そして鉄山脈の西方、北西の海岸から然程遠くない所にはヴァラールの攻撃に備えて城砦と武器庫を造った。これはアングバンドと名付けられ、副官サウロンをその守りに当たらせた。この暗黒の時代にメルコールによって変節させられた、邪悪なる者達や怪物たちが数多く育ち跋扈するようになり、以後久しく世を悩ますこととなる。そしてこの後長期間に渡り中つ国はメルコールの支配下にあり、彼の暗黒の王国は絶えず中つ国の南方へと拡大していった。

### 二本の木の時代及び第一紀
ヴァラールが新たにアマンに築いた国ヴァリノールには彼らの都ヴァルマールが築かれた。そしてこの都の正門の前に緑の築山があり、ヤヴァンナはこれを清めるとその地で力の歌を歌った。この歌により生まれいでたのが世に名高い二つの木である。至福の地アマンはこの木によって美しく照らされたが、その光は中つ国にまでは届かなかった。未だ中つ国はウトゥムノにいるメルコールの暗闇の下にあった。そこでヴァラールは会議を行い、やがて目覚めるであろうイルーヴァタールの子らのために、中つ国をこのままにしておいてよいものか、と意見を出し合った。しかしマンドスの「最初に生まれる者達は暗闇の中に目覚め、まず星々を仰ぎ見るという宿命があり、さらに大いなる光（太陽のこと）が現れる時彼らは衰微するのだ」という発言から、ヴァルダはアルダに降りきたってから今までになかった大事業に取り掛かった。二つの木から零れ落ちる露を受け溜める、ヴァルダの泉からテルペリオンの銀の雫を掬い取り、それを元に幾つもの新しい星々を天に輝かせ、そしてメルコールへの挑戦として滅びの印である＜ヴァラールの鎌＞すなわちヴァラキアカと呼ばれる7つの強力な星々（要は北斗七星のこと）を天に嵌め込んだ。この難事業を長いことかけてヴァルダがやり遂げた時、エルフはついにクイヴィエーネンの湖の畔にて目覚め、第一紀が始まったと言われる。警戒に抜かりのないメルコールは早速彼らに気づき、エルフを惑わそうとし、黒い狩人の姿をした召使たちを送り込み、これらはエルフを捕らえては貪り食った。このため、狩りに出かけたオロメは偶然彼らと邂逅し彼らをエルダール（星の民）と名付けて、親愛の情から近づいたのだがエルフたちの多くは彼を恐れて逃げ出すか、隠れるかして行方知れずとなった。しかし勇気あるエルフは踏み止まりオロメが暗黒の下僕などではないことを見て取った。そしてエルフたちはみな彼の方に引き寄せられていったのである。しかしメルコールの罠に落ち込んだ不運な者達は、確かなことは殆ど知られていないものの、ウトゥムノの地下深くに囚われて、彼の魔力で捻じ曲げられオークと化したのだと、後の賢者たちの間では信じられている。オロメからこのエルフの目覚めはヴァリノールにも伝えられ、ヴァラールは大いに喜んだ。しかし喜びの中にも惑いの気持ちもあった。そこで彼らはメルコールからエルフ達を守るためにはどうすればいいのか、長い時間をかけて話し合った。そしてマンウェはイルーヴァタールの助言を仰ぐと、ヴァラールを召集し、如何なる犠牲を払おうともメルコールに対して戦を仕掛け、エルフたちをかの影から救い出すべきだと宣言した。これを聞きトゥルカスは喜んだが、アウレはその戦いで被る世界の傷を思って心を傷めた。そしてヴァラールは軍備を整え軍勢を率いてアマンから出撃した。諸力の戦いの勃発である。メルコールはアングバンドでまずヴァラールの攻撃を迎えたが、これに抗し得ず陥落し、このため中つ国北西部は甚だしく破壊された。メルコールの召使いたちはヴァラール軍に追われてウトゥムノに遁走した。次いでウトゥムノの攻城戦にかかったがこれは長く苦しいものであった。しかし遂にウトゥムノは破られ、要塞最深部での激しい戦いの末、メルコールはトゥルカスに組み伏せられ、アウレの造ったアンガイノールの鎖によって縛り上げられた。こうして世界はしばしの間、平和を得ることになる。しかし、ウトゥムノ以北は徹底的に破壊されたものの、ヴァラールがウトゥムノ攻めを急いだあまり、アングバンドは完全な破壊は免れた。このためメルコールの下僕たちの中にはヴァラールの追求を遁れた者も大勢居た。メルコールの副官サウロンは遂に見つからなかった。またこの戦いの余波で中つ国北西部の地形は激変し、海岸線はあらかた破壊され、広大な高地が隆起したり、大海が広く深くなるなど中つ国が被った被害は甚大なものであった。
ヴァリノールに連行されたメルコールはマンウェの足許に平伏して許しを請うたが、却下されマンドスの砦に投獄された。彼は三期の間ここに幽閉された。その後再びヴァラールの玉座の前に引き出された彼は、ヴァラールの栄光をその目にして嫉妬の念を懐き、諸神の足許に侍っているエルフたちを見て憎悪でその心中は膨らんでいった。しかし彼はマンウェの足許にへりくだって許しを請い、改心したふりをして見せた。そこでマンウェは彼を赦したものの、ヴァラールはすぐには警戒は解かなかったため、メルコールは已むを得ず、他のヴァラやエルダールを助けたり助言を与えたりして、少しずつ周囲の警戒を解していった。そしてしばらくの後、メルコールは自由にアマンを動きまわっても良いという許可が与えられた。マンウェにはメルコールの悪が矯正されたように思われたからである。しかしウルモとトゥルカスは彼の改心を信用しなかった。
メルコールはエルダールが自身の没落の原因となった事を決して忘れては居なかった。それ故彼らとヴァラールを離間させようと考えるようになる。彼は心中に憎悪の念を抱きつつ、それとは裏腹に親愛の情を装ってエルダールに近づき、彼らのために惜しみなく知識や力を提供した。しかしマンウェとヴァルダに最も愛されているヴァンヤール・エルフは彼を怪しむことをやめなかったため、彼らを堕落させることは難しかった。またファルマリの方は逆にメルコールの方が全く気にもかけなかった。彼にとっては役に立ちそうもないと見たからである。しかしノルドール・エルフは彼のもたらす知識を大いに尊び耳を傾けた。この事からメルコールはノルドール族に目を付けた。そんな時フェアノールが最も世に知られるエルフの作品、大宝玉シルマリルを完成させる。その輝きを目にしたメルコールは世の何よりもシルマリルを渇望した。そして身を焦がすようなその欲望に駆られた彼は、何としてもフェアノールを滅ぼし、ヴァラールとエルフを離間させようと工作に精を出すようになる。彼は時間をかけて虚言の種を蒔いていった。ヴァラールは嫉妬心からエルダールを中つ国から引き離したのだ、これから現れる人間たちに広大な中つ国を任せ、エルフ達は自分達の監視下に置いておくのだ、弱い人間ならば後々支配するのは容易いことだからだ、と。無論これは全く根拠の無いことだったのだが、ノルドール族の中には完全に信じる者、あるいは半信半疑な者が大勢続出するようになった。こうしてメルコールの工作は実りつつあった。フェアノールの心中には新天地を望む気持ちが炎のように燃え盛ったからである。さらにメルコールはフェアノールに異母弟のフィンゴルフィンとその息子達が、ノルドールの上級王フィンウェとその長子フェアノールに取って代わろうとしていると吹き込んだ。その一方で、フィンゴルフィンとその弟フィナルフィンには、フェアノールが父親の愛情を独占し、二人を追放しようと画策していると吹き込んだ。そしてメルコールは武器の造り方をノルドールに語った。彼らが刀剣や槍、斧といったものを造り始めたのはこの頃だと言われている。こうしてノルドールの叛意を焚きつけ、一族の不和を煽り相争わせるまではかれの目論見どおりになったが、フェアノールが刀を抜いてフィンゴルフィンを恫喝したことで、ヴァラールが介入することとなり、この際の審判で事の真相が明らかとなり、メルコールの悪意が明らかとなった。しかしフェアノールは抜刀した罪で12年の間フォルメノスに追放されることとなった。メルコールはその悪意が顕になったことを悟ると身を晦まし、トゥルカスの追手から逃れると密かにフェアノールの許へ訪れた。そして偽りの友情を装って、フェアノールをこの境遇から救い出そうと、彼に逃亡を勧めたがその際の発言でシルマリルへの欲望を見抜かれたメルコールは、フェアノールに面罵された上に立ち去るよう命じられ門扉を眼前で閉じられた。こうして恥をかかされたメルコールの心はドス黒い怒りに塗り潰されたが、ヴァラールの追跡を案じてその場を去った。フィンウェは急使をヴァラールの許に送り、オロメとトゥルカスが追跡に飛び出たが、メルコールは北方へ逃走したという情報がもたらされ、二人は全速力で北に向かったが、彼の消息を見出すことは出来なかった。
メルコールは首尾よく追っ手を撒いた。北方に向かうと見せかけ、実は引き返して遥か南に去っていたからである。この頃の彼はまだアイヌアなら誰でもできる、姿を変えることも、肉体を棄てて不可視の姿に戻ることも可能だったからである。最もこの能力はそのうちに永遠に失われることになるが。そしてペローリ山脈の東の山麓の裾野にあるアヴァサールを訪れた。そこには闇の大蜘蛛ウンゴリアントが棲息していたからである。かの雌蜘蛛は光を吸い上げ闇の糸を紡ぐ事が出来た。そしてその紡がれた暗黒の蜘蛛の巣には最早如何なる光も届かなくなっていたため、彼女は飢餓に瀕していた。メルコールはここで彼女を探しだすと暗黒の王の姿をとった。そして二人はアマンを襲う計画を練った。ウンゴリアントは本心を言うと諸神に挑むのは大変な危険を伴うため、恐怖から些か気が進まなかったのだが、メルコールが示した報酬に釣られて力を貸すことを承諾した。そしてメルコールとウンゴリアントはアマンを急襲した。丁度その時ヴァリノールは祝祭の季節であったため、ほぼ全住民はマンウェの御許であるタニクウェティル山頂の宮居に赴いており、都は無人であった。メルコールとウンゴリアントは二つの木の前に来ると、メルコールが黒い槍で二つの木を髄まで刺し貫いた。木は深傷を負って樹液が血のように流れ出た。ウンゴリアントはそれを吸い上げたうえ、二つの木の傷口に口を当て樹液を一滴残らず飲み干した。そしてウンゴリアントの体内にある致死の猛毒が木に入って二つの木は枯死した。それでもまだ足らず彼女はヴァルダの泉をも飲み干した。そして見るもおぞましい巨大な姿に膨れ上がり、黒い煙霧を吹き出した。その姿はメルコールさえ恐れをなすほどであった。
こうしてウンゴリアントの放つ闇でヴァリノールの国は大混乱に陥った。その隙にメルコールはフォルメノスを訪れ、祝祭に参加していなかったフェアノールの父フィンウェを殺害して、シルマリルとその他のエルフの宝石の全てを奪い、北方へと逃走した。この報せを聞いたフェアノールはメルコールをモルゴスと呼んで呪った。そして彼は闇の中へと走り去っていった。これより後メルコールはその名で呼ばれることはなく、モルゴス、黒き敵などと呼ばれるようになる。オロメの軍勢とトゥルカスがモルゴスを追跡するため直ちに出撃したが、ウンゴリアントの黒雲と闇の中では何も見えず、結果的に彼らの追跡は空しく終わった。モルゴスとウンゴリアントは、軋み合う氷の海峡ヘルカラクセを渡って中つ国へ逃亡した。モルゴスは彼女を撒いてアングバンドに逃げ帰るつもりだったのだが、ウンゴリアントはそれを許さなかった。報酬を要求する彼女に、モルゴスは渋々エルフの宝石をくれてやると、彼女は次々とそれを貪り食った。ウンゴリアントはさらに大きさを増し闇を吹き出したが、彼女はまだ満足しなかった。そして遂にシルマリルを要求したのである。モルゴスは激高し、自分が力を与えてやったからこそ、今回のことは上手くいったのだからシルマリルは決して渡さないと拒絶した。しかしモルゴスから出て行った力の分だけ、ウンゴリアントは大きくなり、モルゴスは小さくなっていた。その為ウンゴリアントを制御できず、彼女の紡いだ暗黒の蜘蛛の巣に囚われ、宝玉はおろか自分自身の息の根を止められそうになった。その時モルゴスは山々をも揺るがすほどの恐ろしい絶叫を上げた。その叫びをアングバンドの地下深くで主の帰還を待っていたバルログ達が聞きつけ、彼らは火を吐く嵐のごとくやって来て、その炎の鞭でウンゴリアントの蜘蛛の巣をズタズタに切り裂くと、ウンゴリアントを追い払った。一命を取り留めたモルゴスはアングバンドに新たに地下要塞を築き、城門の上にサンゴロドリムの塔を打ち建てた。そしてシルマリルを巨大な鉄の王冠にはめ込むと、世界の王を称して中つ国に君臨した。
モルゴスはアングバンドに帰還すると直ぐ様戦支度を始めた。彼の不在の間、副官サウロンが闇の中で十分な数のオークを繁殖させていたからである。そこでモルゴスはオークの力と残忍さに加えて破滅と死を渇望する心を植え付けて、彼らを中つ国北西部即ちベレリアンドへと送り出した。そして彼らは大挙してシンゴル王の領地を襲った。これがモルゴスとエルフの間で初めて行われた戦であった。モルゴスとエルフの大きな戦い（宝玉戦争と呼ばれる）はこれを皮切りに全部で五度行われることとなる。

#### ベレリアンド最初の戦い
最初の戦いはシンゴルを除く、アマンに赴いたことがない暗闇のエルフ達と、モルゴスのオークたちとの間で行われた。オーク達は広い範囲を襲撃して回ったため、シンゴルはエグラレスト（ファラス）の統率者キーアダンとの連絡を絶たれてしまったため、オッシリアンドのエルフ王デネソールに助けを求めた。デネソールは救援に答え、援軍を率いてシンゴル王とともにオークを挟み撃ちにし敗北せしめた。敗走したオーク達は北へ逃げたが、そこではドワーフ達が待ち構えており、これによりほぼ全滅の憂き目にあった。この戦いでエルフ側は勝利を得たものの、犠牲も大きく、特にオッシリアンドのエルフ達は、王デネソールを始め多数が討ち死にを遂げた。また西方ではオーク側が勝利を収め、キーアダンは海岸際まで撤退せざるを得なかった。
この戦いの結果からシンゴル王は周囲の者たちを領地内に集めると、妻のメリアンの力で影と惑わしの見えざる壁（メリアンの魔法帯）を張り巡らせた。これはマイアであるメリアンよりも大きな力を持つものでもない限り、シンゴル夫妻の意思に反して通行することは不可能なものであった。以後この魔法帯の内なる地はドリアスと呼ばれるようになる。
丁度この頃、モルゴスに父を殺されシルマリルを盗まれた、フェアノール一党が中つ国にやって来る。彼らはその途上で船を手に入れるために、同族であるテレリたちを殺戮した。この同族殺害の罪と、シルマリルを取り戻すために立てたフェアノールの誓いは、後々まで彼らに重くのしかかることとなる。彼らは中つ国に到着すると船を焼き捨ててしまった。フェアノールは後続のフィンゴルフィン達をわざと見捨てたのである。フィンゴルフィンは船が燃える赤々とした光を見て兄が自分を裏切ったことを知った。そしてこの光にモルゴスも気付き、フェアノールが自分を追ってきた事を知る。そこで彼は今だ十分な備えができていないであろうことを見込み、オークの軍勢を差し向けた。ここにベレリアンド第二の合戦（ダゴール・ヌイン・ギリアス）が勃発する。

#### ダゴール・ヌイン・ギリアス（星々の下の合戦）
フェアノールが中つ国に上陸したとき、モルゴスは新たな問題に直面した。フェアノールたちはミスリムに陣を敷いたが、モルゴスは彼らが長く住み着いて脅威となる前に追い払おうと、素早く彼らを攻撃した。しかし、エルフはアマンから出てきたばかりで、その目にはアマンの光が宿っていた。オークはその光を恐れ、風の前の籾殻のように押し流された。フェアノールはサンゴロドリムとアングバンドの門の近くまで追撃してきたが、モルゴスは ゴスモグとバルログを出撃させ、フェアノールは殺された。そこにフェアノールの息子たちが軍を率いてきたため、バルログは退却した。ファラスは解放され、モルゴスはエレド・エングリン以外のベレリアンドを実質的に失ったが、フェアノールが死んだという事実に慰めを得た。
しかしこの時、月と太陽が空に出現する。これらは二つの木の忘れ形見ともいうべきもので、ヴァラール達の手で造られ、清められたものであった。この二つの光は共にモルゴスにとっては予期せぬ痛打であり、憎悪の対象となった。そこで彼は月の舵を取るマイア・ティリオンに、影の精たちを差し向けたが撃退された。しかし太陽の船を導くアリエンのことは非常に恐れ、為す術がなかった。モルゴスには最早それだけの力がなかったのである。弱体化した彼はアリエンの目に見られることと、彼女が舵を取る太陽の燦然とした輝きに長く耐えられなかったのである。また、モルゴスの召使であるオークやトロルにとっても陽光は致命的であった。彼は自分と自分の召使いたちを暗闇で覆って陽光から身を隠すようになり、モルゴス自身はますます地面から離れられず、暗い砦の奥に篭もるようになった。彼の国土は全て煙霧と一面の黒雲に包まれるようになった。そしてフィンゴルフィン一党がヘルカラクセを渡って、艱難辛苦の末に中つ国に辿り着いたのもこの頃であった。彼らはアングバンドの城門前まで来ると、これを激しく叩いてトランペットを吹き鳴らし、サンゴロドリムを揺るがしたが、フィンゴルフィンはフェアノールと違い用心深かったので直ちに兵を引きミスリムの湖へと向かった。

### 太陽の第一紀
太陽が初めて昇った時、ヒルドーリエンでイルーヴァタールの次子である人間が目覚めた。モルゴスの間者たちはこれに気づくと、すぐに彼のもとに注進した。モルゴスはこのことを大事件と考え、副官サウロンにエルフとの戦いの指揮権を委ねると、暗闇の中密かにアングバンドを出発し自ら中つ国奥地に乗り込み、人間の心に影を投げかけた。そして恐怖と虚言を持って人間をエルダールの敵として東から彼らを攻撃せしめようと企んだ。しかしこの企みはなかなか上手く行かず完全には成就しなかった。この時点では人間は数が少なすぎたからである。そこでモルゴスは、あとの事を彼よりも劣る少数の召使いたちに任せて、アングバンドに戻ってしまった。
ノルドールはドル・ダイデロスに見張りを置くと各地に使者を送った。シンゴル王はドリアスの魔法帯を彼らに開こうとはせず、フィナルフィンの血を引くものだけを中に入れることを許した。フィナルフィンの妻は、シンゴルの姪に当たるエアルウェンであったからである。そしてシンゴルはノルドール族にヒスルムとドルソニオン、それと無人の荒れ地であったドリアスの東の地に住まうことを許した。フェアノールの息子たち、特にカランシアはこれを聞いて怒ったが、マイズロスが窘め、その後間もなくマイズロス達はミスリムを去って、東の方の広い土地に移った。彼らはここにマイズロスの辺境国を築いた。太陽の出現から50年後、フィンゴルフィンの息子トゥアゴンとフィナルフィンの息子フィンロドは共に南に旅行した。その際夢という形でウルモの啓示を受け、何時か来るモルゴスの攻撃に備え、しっかりとした要塞を作るべきだという意味に受け取った。
ある時フィンロドとその妹ガラドリエルがシンゴルの許を訪れた時、フィンロドはシンゴル王の王宮＜メネグロス＞（千洞宮）を目の当たりにして、自分もこのような王宮を築きたいと考えた。そこでシンゴル王に相談した所、ナログ川の深い峡谷とその西側にある洞窟群のことを教えてくれ、道案内を付けてくれた。こうしてフィンロドはナログの洞窟群にメネグロスを模倣した王宮を後に築いた。これがナルゴスロンドである。この地を作るに当たり青の山脈のドワーフの手を借りたが、フィンロドは十分な報酬を支払った。その御礼にフィンロドのためにドワーフは後の世にも名高いナウグラミーア（ドワーフの首飾り）を贈った。
同じく夢の啓示を受けたトゥアゴンはウルモ自身からシリオンの谷間に行くよう命じられ、ウルモの案内で、環状山脈の内側にあるトゥムラデンという隠れた谷間を見出した。そしてその谷間の真中に石の丘があり、トゥアゴンは故郷ティリオンの都に倣った都市の設計にとりかかった。これが後のゴンドリンである。
ガラドリエルは兄フィンロドの王国には行かず、ドリアスに留まりメリアンとの語らいに興じる日々を過ごしていた。だが彼女はアマンでの出来事は二つの木の枯死、シルマリルの盗難、フィンウェの殺害には触れたものの、同族殺害やフェアノールの誓いのことなどは触れずに置いた。メリアンはマイアとしての洞察力でガラドリエルが何かを隠していると悟ったが、それ以上の追求はしなかった。この事については後に予期せぬ形でシンゴルの耳に入ることとなる。
モルゴスはノルドール族が戦争のことは余り念頭に無いようで、遠くまで旅に出たりと逍遥しているという間者の報告を聞き、敵の軍事力と警戒を試そうとした。北方の地は地鳴り鳴動し鉄山脈は火を吐いた。そしてアングバンドの大門前の大平原＜アルド＝ガレン＞をオーク達が怒涛のように渡ってきた。ここにベレリアンド第三の会戦ダゴール・アグラレブが起きる。
- ダゴール・アグラレブ（赫々たる勝利の合戦）

エルフたちが中つ国で王国を建設し始めた頃、モルゴスは60年の歳月を経て再び襲いかかった。しかし結果はエルフの大勝利であった。フィンゴルフィンとフェアノールの長男マイズロスが力を合わせ、モルゴス軍を撃退した。その後、彼らはアングバンドの包囲戦を仕掛けたが、これはモルゴスを要塞に閉じ込めておくためのものだった。
包囲中のモルゴスは配下のオークに命じて、西方から来たエルフの中で生け捕りに出来るものがいたら、生きたままアングバンドに捕らえることにした。そうした捕虜の中には、モルゴスの面前で黒々とした恐怖に落ち込み威圧され、彼の思い通りになる者たちもいた。そうしてモルゴスはフェアノールの誓いや同族殺害のことなど様々なことを知ることが出来た。
モルゴスは、このフェアノールに率いられたノルドール族による同族殺害に、さらに嘘の尾鰭をつけ毒を含んだ噂としてシンダール族の間に流した。シンダールは用心が足らず、言われた言葉をそのまま受け取ったため、モルゴスは彼らに狙いを絞ったのである。キーアダンは賢者であったためこれらの噂は悪意によるものと看て取ったが、出所はモルゴスではなくノルドールの諸王家の間での妬みによるものと勘違いした。彼は自分が聞いたことをドリアスのシンゴル王に伝えた。シンゴルは激怒して、その場にいたフィナルフィンの息子たちをなじった。フィナルフィン一党は同族殺害に加わっていないものの、フィンロドは黙して語らなかった。それを釈明するとなれば、他のノルドール族を非難することになるからである。しかし弟アングロドは耐えられず、また以前ドリアスに使者として赴き帰ってきた際、カランシアに言われたことが遺恨となり、その場で真実を語りフェアノールの息子たちを非難した。この結果シンゴルは、フィナルフィンの子たちは縁者として以前通り扱い、また、フィンゴルフィン一党とは彼らがヘルカラクセでの苦しみで、罪を贖ったとして親交を保つことにした。しかしフェアノール一党への怒りは収まらず、彼らの言葉（即ちクウェンヤ）をベレリアンドで使うことを一切禁じた。このためノルドールも日常的にシンダール語を使わざるを得ず、クウェンヤは伝承の言葉として生き続けることとなった。
ダゴール・アグラレブから100年後モルゴスはフィンゴルフィンに奇襲を仕掛けた。彼は鉄山脈の北方からオークを送り出し、そこから西へ大きく迂回して南下し、ヒスルムに押し入るつもりだった。が、そこに至る前にフィンゴン率いる部隊に襲われ、オークの殆どは海へと追い落とされた。これによりモルゴスはオークだけではノルドールを滅ぼすことは不可能だと悟り、別の方法を模索することとなった。
その再び100年後、北方の火竜（ウルローキ）の祖グラウルングがアングバンドの大門から出撃してきた。この時の彼はまだ若竜で、成竜の半分にも達していなかった。しかしそれでもエルフ諸侯を仰天させるには十分だった。彼らは竜から逃げだし、グラウルングはアルド＝ガレンを蹂躙した。しかしフィンゴンが一団の弓騎兵でこれを追い包囲すると、一斉に矢を浴びせかけた。グラウルングは身を完全に鱗で鎧うほど成長してなかったため、飛んでくる矢に耐えられず、アングバンドに逃げ帰った。この勲でフィンゴンは大いに名を高めた。モルゴスは早過ぎるグラウルングの出撃に大きく機嫌を損じたと言われている。そしてこの後200年に渡り長い平和が続き、ベレリアンドのエルフ達は繁栄することとなる。

#### 包囲網敗れる
第一紀422年、フィンゴルフィンはアングバンドへの新たな襲撃を検討した。モルゴスは完全には打ち破られたのではなく、封じ込められた状態であり、モルゴスが仕組んだ新たな危険の脅威がフィンゴルフィンの脳裏にあったためである。アングロドとアイグノールは同じ考えだったが、ノルドールの多く、特にフェアノールの息子たちは、現在の平和な状況に満足しており、そのような攻撃がもたらす致命的な代償を払いたがらなかった。こうして攻撃は行われず、モルゴスは一人残され、第一紀455年に準備が完了するまで密かに力を蓄え続けた。
- ダゴール・ブラゴルラハ（俄に焔流るる合戦）

モルゴスは突然大いなる怒りを爆発させ、その軍勢は弛緩していた包囲軍を奇襲した。冬には、以前は緑に覆われていたアルド＝ガレンに炎の大河を流し（この戦いはダゴール・ブラゴルラハとして知られるようになった）、多くのエルフの騎馬兵を生きたまま焼き殺した。グラウルングとゴスモグに率いられた彼の軍勢は四方の拠点を包囲し、数人のノルドールの諸侯がその後の戦闘で倒れた。ベレリアンドの大部分は制圧され、ドルソニオンもシリオン北部とマグロールの谷間も奪われた。モルゴスは一挙にアングバンドの包囲網を破ったが、その勝利は彼が望むほど完全なものではなかった。エレド・ウェスリン、ヒムリング、ヒスルムはかろうじて持ちこたえた。フィンゴルフィン王はこの敗北に落胆し、激怒してアングバンドに向かった。その目に炎を宿し、モルゴスのオークたちは彼を復讐の魂と勘違いして逃げ惑った。そこで彼はモルゴスに一騎打ちを挑んだ。エルフ王は善戦したが、遂にはモルゴスの前に斃れた。
フィンゴルフィンの死後悲しみに暮れながらも、フィンゴンはノルドールの上級王を継承した。そして息子のエレイニオン（ギル＝ガラドとも呼ばれる）をファラスのキーアダンのもとに送った。
今やドルソニオンは滅んだが、バラヒアはそこから逃げようとはしなかった。バラヒアの民は大勢死に、生存者も残り少なくなってしまった。そしてこの国の森は恐怖と幻影に覆われた魔の森と化し、タウア＝ヌ＝フインと呼ばれるようになった。そこでバラヒアは婦女子をブレシル、またはドル＝ローミンへと避難させ、自分たちは絶望的な環境でも頑強にゲリラ的抵抗を続けたのである。
ダゴール・ブラゴルラハから2年経過しても、西方のシリオンの水源近辺の地域は依然としてノルドール族の手にあった。ウルモの力がこの水の中にあったため、トル＝シリオン（第一紀のミナス＝ティリスとも呼ばれた）は難攻不落であったからである。しかしモルゴスの召使の内で最も枢要な地位にあり、最も恐るべきものとされたサウロンが、トル＝シリオンの守護者であるオロドレスを攻撃してきた。この強襲にエルフ達は耐えられず、オロドレスはナルゴスロンドへと遁走した。この辺りはサウロンの第一紀での活動に詳しい。
モルゴスは第四の合戦で大勝利を得たが、不安は拭えなかった。フィンロドとトゥアゴンの消息が杳として知れないからである。ナルゴスロンドは名前だけしか知らず、ゴンドリンに関しては名前も含めて何一つ情報を持っていなかった。そこで彼は間者をベレリアンドに放つ一方、オークの主力部隊を呼び戻した。自分がまだ正確な情報を握ってない状況では、決定的な勝利を掴むことは難しいと考えたのである。第四の合戦から7年後モルゴスはヒスルムを攻めた。エイセル・シリオン包囲戦ではドル＝ローミンの領主ガルドールが戦死したが、彼の息子フーリンはオーク達の大多数に仕留めるとエレド・ウェスリンから追い払い、アンファウグリスの遥か遠くまで追撃した。しかしフィンゴン王の方は衆寡適せず、北方から攻めてきたアングバンドの大軍に手こずっていたところだったが、ファラスのキーアダンの援軍が到着したことで、エルフ側が勝利を収めた。その後フーリンがドル＝ローミンの領主となり、ハドル王家を継承しフィンゴンに忠誠を誓った。彼は妻にはベオル王家からモルウェンを貰い受けた。そしてちょうどこの頃ドルソニオンのバラヒア一党が滅ぼされた（サウロンの第一紀での活動参照）。
西方を抑えたモルゴスのオーク達は、容赦なく敵の拠点を1つずつ落としていった。多くのノルドール・シンダールが囚われてアングバンドに連れて行かれ奴隷としてこき使われた。またモルゴスは諸国間に虚言の種を蒔いた。そしてそれは屡々同族殺害の呪いゆえに鵜呑みにされた。時代が暗くなるに連れて、ベレリアンドのエルフたちは恐怖と絶望故に、理性的な判断が難しくなってきたからである。モルゴスはエダインとエルダールを離間させようと務めたが、エダイン三王家は耳をかそうとはしなかった。このためモルゴスは彼らを激しく憎み、エレド・ルインの向こう側にいる褐色人（東夷）に使者を送った。この褐色人の中でも有力な部族がボールとウルファングの一族で、ベレリアンドにやって来た彼らはエルダールに使えた。ボールの一族はマイズロスとマグロールに仕え、ウルファングの一族はカランシアに忠誠を誓った。これはモルゴスの狙い通りであった。エダイン三王家と東夷の間には親愛感は殆ど存在しなかったと言われている。

#### シルマリルの奪還
それからしばらくの間、世界は警戒を怠らなかった。ベレリアンドの南部はモルゴスの大攻勢を受けずに済んだ。ベオル家の、ベレンは敵の手を逃れ、ドリアスに至った。そこでシンゴルの娘ルーシエン・ティヌーヴィエルと恋に落ちた。この二人はシルマリルの探求に乗り出し、その過程でサウロンをトル＝イン＝ガウアホスから追い出し、変装してアングバンドに入った。モルゴスはルーシエンが彼の前に姿を現すと良からぬ考えに耽ったが、ルーシエンに舞と歌を披露することを許したのが誤りで、彼女はその舞と歌でモルゴスを眠りの魔法にかけた。そしてベレンの手で彼の王冠からシルマリルの1つが盗まれることになる。この詳しい事はレイシアンの謠にうたわれている。

#### マイズロスの連合
このベレンとルーシエンの勲を聞いたマイズロスは、アングバンドが必ずしも難攻不落ではないことを知って、勇気を取り戻した。ここで彼らが再び団結して事に当たらねば、モルゴスは順々にエルフの王国を滅ぼしていくだろうと確信した。それを防ぐためマイズロスは全エルフに向けて「マイズロスの連合」と呼ばれる提唱を行った。しかしフェアノールの誓言と同族殺害の呪いが、この提唱を邪魔した。ナルゴスロンドのオロドレスはケレゴルムとクルフィンの件で、出兵を断った。また未だにかの場所はモルゴスに名前しか知られていなかったため、秘密を守って隠密行動を取ってさえいれば、ナルゴスロンドを防衛し得ると確信していた。そのためナルゴスロンドからはグウィンドールという武勇の誉れ高い公子に従ったごく僅かな者しか参加しなかった。彼がオロドレスの意向に背いたのは、ダゴール・ブラゴルラハで兄ゲルミアを失っていたからである。ドリアスからは殆ど助けは来なかった。提唱前にフェアノールの息子たちは誓言故に、シルマリルの引き渡しをシンゴル王に要求していたからである。それにケレゴルムとクルフィンがルーシエンに対して働いた無礼も忘れてはいなかった。その怒りで胸が煮えたぎる思いをしていたシンゴルは、要求も提唱も皆撥ね付けた。メリアンはシルマリルを引き渡した方がいいと忠告したのだが、シルマリルの輝きを眺めれば眺めるほど、これをいつまでも手許に置いておきたいと気持ちが、シンゴルに生じていたのである。マイズロスはこのシンゴルの対応に何も言わなかったが、ケレゴルムとクルフィンは自分たちが勝利を占めた暁には、シンゴルもその民も皆殺しにしてやると公言した。しかし、シンゴルの配下で武勇で名高いマブルングとベレグだけは、この提唱に応じた。戦人である彼らは戦場に出ないのを良しとしなかったため、シンゴルはフェアノールの息子たちには仕えないという条件付きで、二人の出陣を許可した。
このように上手くゆくか怪しい提唱だったが、意外なところから助力を得た。エレド・ルインのドワーフたちである。ノグロドとベレゴストのドワーフ達が多量の兵士と武器を援助したのである。そして東夷のボールとウルファングの一族も東国からその仲間を呼び寄せた。西の方ではマイズロスの親友たるフィンゴンがヒスルムで配下のノルドールとハドルの一族の人間たちと共に提唱に加わった。ブレシルではハレスの一族が族長ハルディアの下、提唱に加わった。これらの情報は、隠れ王国のゴンドリンのトゥアゴン王にも達した。
しかしマイズロスはまだ機が熟さぬ内に攻撃を急いだ。ベレリアンドの北方地域全域からオークが掃討され、ドルソニオンも敵の手から解放された。今やエルフ達が決起したという警告を受けたモルゴスは、対抗するため謀を練った。彼は多くの間者や謀反の用意がある工作員達を、フェアノールの息子たちの内部に送り込んでいたため、それを使うこととした。
ようやくマイズロスはエルフ・人間・ドワーフの中から集められるだけの兵力を糾合し終え、東西からアングバンドを挟撃することにした。まずマイズロスがアンファウグリスに兵を進め、モルゴス軍を応戦のため引きずり出し、そうなったらフィンゴンがヒスルムの山道から打って出て、敵軍を挟み撃ちにすることで粉砕することを考えた。決起の合図はドルソニオンの大狼煙であった。
夏至の日の朝トランペットが吹き鳴らされ、東西にそれぞれの旗印が掲げられた。上級王フィンゴンの許にはヒスルムの全ノルドールに、ナルゴスロンドのグウィンドール麾下のノルドール、そしてファラスのエルフに、ドル＝ローミンの人間の大部隊がいた。その中には剛勇を誇るフーリンとフオル兄弟がおり、ブレシルからはハルディアが一族の多くを率いて来ていた。大軍勢である。フィンゴンはサンゴロドリムの方を見やると、黒雲に包まれ、黒煙が立ち上っていることで、この挑戦をモルゴスが受ける気でいることがわかった。その時不安がフィンゴンの心に起こった。彼は東の方を見て、マイズロスの軍が進軍してくるのがエルフの鋭い視力で見えないかと探し求めたが、それは見えなかった。その頃マイズロスは東夷のウルドールから、アングバンドから軍が襲撃してくるという偽報を受けたため、出陣が遅延していたのである。ところがこの時、不意に歓声が西で沸き起こった。何と意外なことにフィンゴン王の弟トゥアゴン王がゴンドリンから1万の兵を率いて出陣してきたのである。フィンゴンの士気は否が応にも高まり声高く叫び、彼の大音声は山々に木霊した。
敵側の計画をすべて把握していたモルゴスは、間者がマイズロスを引き止め、敵側の連携が崩れるのを期待し、一見大軍と見える軍勢（彼の全軍から見れば一部分にすぎない）をヒスルム方面へ出陣させた。この時士気が高まっていたノルドール族は、これをアンファウグリスにて迎え撃とうとしたが、モルゴスの姦計を用心したフーリンが異を唱えた。そしてオーク達が攻撃を仕掛けてくるの待つこととした。しかしアングバンドのヒスルム方面軍指揮官はどんな手段をとってでも、フィンゴンの軍勢を誘い出すよう厳命されていた。そこでモルゴス軍はヒスルム軍の直ぐ目の前までやって来て彼らを挑発した。しかしフィンゴン側は挑発に乗らず無視したため、オーク達の嘲りの声も段々下火になってきた。そこで指揮官は数人の使者と共に一人のエルフの捕虜を送り出した。彼はナルゴスロンドの貴族ゲルミアで、拷問で盲目にされていた。アングバンドの使者は、こういった捕虜たちが幾らでもアングバンドにはいる。助けたかったら早くしないとこうなるぞ、と告げてゲルミアを手足を順に切断し最後に首を切り落として去った。
折悪しく、その場にはゲルミアの弟グウィンドールがいた。兄の死に様を見せつけられた彼は狂気の如き怒りに駆られ、馬に飛び乗ると走り出た。他にも多くの騎手が続き、彼らは使者たちを皆殺しにし、さらに敵陣深く斬り込んでいってしまった。これを見て他のノルドールの軍勢も否応なく出撃し、フィンゴンも白き兜をかぶると、トランペットを鳴らさせた。第五の合戦の始まりである。
- ニアナイス・アルノイディアド（涙尽きざる合戦）

ヒスルム軍は一斉に踊り出て猛攻撃を開始した。その攻撃の凄まじさたるや、アングバンドの西方軍は援軍の到着を待たずしてたちまち全滅させられた。フィンゴンの軍勢はグウィンドール麾下のナルゴスロンドのエルフ達を先頭に、アンファウグリスを通過するとアングバンドの大門前にたどり着き、そこを守る守備兵を壊滅させると門扉を激しく叩いた。モルゴスはこの音を聞き地の底深い己の玉座で震え慄いたという。しかしここでフィンゴン軍は罠にはめられた。サンゴロドリムに数多くある秘密の入口から、モルゴスが主力部隊を出撃させ、不意に打って出たのである。ナルゴスロンドのエルフ達はグウィンドールを除いて皆殺しにされ、彼は生きながら捕らえられた。というのも、フィンゴンは敵主力部隊との戦いのため彼を助けることが出来なかったのである。そして無数の死傷者を出してフィンゴン軍はアングバンドの城門から撃退された。フィンゴンの軍勢は退却戦に移り、殿をつとめたハルディアとブレシルの男たちの大半が討ち死にを遂げた。
五日目に入って、エレド・ウェスリンはまだ遠く、夜も暮れてきた頃、オーク達はヒスルム軍を包囲し次第に追い詰めた。しかし朝になるとともに、ゴンドリンの主力部隊を率いてトゥアゴン王が救援にやって来た。彼らは南方に配置されていたことと、早まった攻撃に出ないよう用心していたのである。ゴンドリン軍はオーク達の包囲を突破しトゥアゴンは兄フィンゴンの許へ辿り着いた。その場にはフーリンもいた。彼らの再会は激戦の最中とはいえ、喜ばしいものであった。こうしてエルフ達の士気も再び高まった。また丁度この時東方からマイズロスのトランペットが聞こえてきた。フェアノールの息子たちがようやく動いたのである。彼らはアングバンド軍の後方を襲った。この時全軍が忠実であったなら、エルダールは勝利を収めることもできたかもしれなかった。アングバンド軍は浮足立ち、逃走する者も出始めていたからである。
しかし、ここぞとばかりにモルゴスは最後の戦力を解き放った。狼や狼乗り、バルログたち、竜たちとその祖グラウルングが来襲したのである。この恐るべき軍勢はマイズロスとフィンゴンの間に割って入り、両軍の合流を妨げた。しかしこの合戦で、モルゴス軍にとって何よりも大きな力を発揮したのは裏切りであった。これがなければ狼やバルログや竜がいかに猛威をふるおうとも、モルゴスは目的を達し得なかったであろう。腹黒いウルファングがモルゴスと通じていたのが露見したのはこの時だった。東夷たちの多くは嘘偽りと不安に耐えられず逃げ出したが、ウルファングの息子たちはモルゴス側に加担してフェアノールの息子たちに突然襲いかかった。そしてこの混乱に乗じて自分たちはマイズロスの軍旗へと迫った。しかしその一方、もう一つの主要な東夷の部族であるボールの一族は、エルフ諸侯への忠誠を貫き、ウルファングの息子たちを迎え撃った。結果裏切りを指導した呪わしきウルドールはマグロールの手で殺され、ウルファストとウルワルスはボールの息子たちが討ち果たした。そのためウルファングの一族は、モルゴスの約束した褒賞を結局受け取ることは出来なかったのである。しかしウルドールが前もって東国から集めておいた凶悪な人間達の伏兵が新手として攻め寄せてきた。そしてマイズロスの軍勢は総崩れとなり、ボールの息子たちのボルラド・ボルラハ・ボルサンドは全員が討ち死にを遂げた。しかしフェアノールの息子たちは傷を追ったものの、落命した者はおらず、ノルドールとドワーフの生存者を周りにかき集めて、どうにかドルメド山まで逃げ切った。
東軍の殿を務めたのはベレゴストのドワーフたちであった。彼らドワーフ族はエルフや人間よりも火熱に耐えられ、また戦場では大きな恐ろしい面を被る習慣があり、これらが役立って彼らは竜たちに猛然と立ち向かったのである。もし彼らがいなければグラウルングとその眷属たちによって、ノルドールの生存者は皆焼かれて死んでいたかもしれない。ドワーフ達はグラウルングを取り囲むと大鉞で斬りつけた。この重い一撃には、グラウルングの堅固な鱗も完璧な防御とは言えなかった。このため猛り狂ったグラウルングは、ドワーフ王アザガールに突進し、これを押し倒しその上に這い登った。その時アザガールは今際の際に、最後の力を振り絞って、グラウルングの柔い腹部に短剣を深く突き刺した。この深手にグラウルングはたまらずアングバンドに一目散に逃げ帰った。そしてその係累たちも慌てふためいてその後を追って退却していった。
片や西の戦場では、フィンゴンとトゥアゴンの兄弟が味方の軍勢の3倍以上もの敵兵相手に、波状攻撃を受けていた。一方そこにはバルログの王ゴスモグが来ていた。かれはフィンゴンを囲むエルフ軍に、軍勢をなだれ込ませることでトゥアゴンとフーリンを引き離した。そして孤立したフィンゴンに襲いかかった。近衛兵達の亡骸に囲まれて、フィンゴンはただ一人勇敢にゴスモグと戦っていたが、別のバルログが彼の背後に回り込み、火の鞭を彼に巻きつけた。そこへゴスモグの黒い鉞が脳天に振り下ろされ、フィンゴンの兜は割れ、ノルドールの上級王は討ち死にを遂げた。灰土に横たわった王の遺骸を、敵は矛で散々に打ちのめし、彼の王旗は血溜まりの中で踏みにじられた。
フーリンとフオル兄弟とハドルの一族の戦士たちは、トゥアゴンを囲んで何とか踏みとどまっていた。そしてモルゴスの軍勢はシリオンの山道は抑えることがまだできないでいた。そこでフーリンはトゥアゴンに撤退してくれるよう懇願した。トゥアゴンはゴンドリンも発見されて滅ぼされるに違いないと、半ば捨て鉢になっていたが、フオルがゴンドリンは最後の望みであり、そこからエルフと人間の望みが生まれること、フオルとトゥアゴンの間から新しい星が生じることを、死を前にした予見で告げた。マイグリンはこれを聞き決して忘れなかった。トゥアゴンはそこで二人の忠告を受け入れ、ゴンドリン軍の生存者全てと、兄フィンゴンの臣下で集められるだけのものを集めると退却を始めた。彼の大将である泉のエクセリオンと金華家のグロールフィンデルが左右を警護してゴンドリンへと向かっていった。そしてドル＝ローミンの人間たちとフーリン・フオルは殿を守って敵を寄せ付けなかった。このためトゥアゴンは無事にゴンドリンへ退却することが出来た。しかし残された者達は、敵軍に包囲され次々と死んでいった。フオルも6日目の夕方頃に毒矢で目を射抜かれて討ち死にした。ハドル家の勇敢な男たちはみな殺され、屍の山となった。フーリンただ一人が最後まで生き残り、両手で斧を振るってゴスモグを護衛するトロル達を屠っていった。彼は一人屠る度に自らを鼓舞する声を上げ、それは70回にも及んだという。しかしついに彼は生きながら捕らえられた。ゴスモグは彼を縛り上げ、笑いものにしながらアングバンドまで引きずっていった。モルゴスの命で、オーク共は戦死者達の骸や彼らの武器武具を尽く集めて、アンファウグリスの真ん中に積み上げて大きな塚山を作った。これは小山のようで遥か遠くからも眺めることが出来た。エルフ達はこれをハウズ＝エン＝ヌギンデンと名付けた。＜戦死者の丘＞の意である。またはハウズ＝エン＝ニアナイスとも呼んだ。こちらは＜涙の丘＞の意である。しかし灰土に覆われ何も育たないアンファウグリスの中で、やがてこの丘には草が萌え出て、ここだけは緑の草が再び青々と伸びて生い茂ったのであった。そしてこの地を好んで踏もうとするモルゴスの配下は誰もいなかった。
かくして第五の合戦、ニアナイス・アルノイディアドは終わった。

モルゴスの勝利は大きかった。軍事的にはもちろん、人間が人間の命を奪い、エルダールを裏切る者も出たからである。このため団結して対抗しなければならない筈の者達の間に恐怖と憎しみが起きてしまった。この時からエルフ達の心は、エダイン三王家を除いた人間たちから遠ざかってしまったのである。
フィンゴンの王国は滅亡し、フェアノールの息子たちはオッシリアンドのエルフのもとに身を寄せ、古の勢威も栄光もない、荒々しい森の暮らしをする羽目になった。ブレシルは大量の戦死者を出したものの、ハルディアの息子ハンディアが族長となり、ごく一部が森に守られて暮らしていた。しかしヒスルムには一人もフィンゴンの兵は戻らず、ハドル家の男たちも戻らなかった。モルゴスは彼のために働いた東夷をヒスルムに送り込んだ。彼らは肥沃なベレリアンドの地を望んだのだが、モルゴスは無視した。彼はヒスルムに東夷を閉じ込めそこを離れることを禁じた。これが彼らの裏切り行為への報奨であった。ヒスルムに残っていたエルダールは北方の鉱山に連れて行かれ、奴隷とされた。
オークと狼たちは今や北の地だけでなく、南にまで下ってきてベレリアンドにも侵入し、オッシリアンドの国境にも入り込むようになったため、安全な場所はもう殆ど無かった。ドリアスとナルゴスロンドは持ちこたえていたが、モルゴスはこれらには殆ど注意を向けなくなっていた。存在が知られていなかったからか、まだ攻撃対象として順番が巡ってきてなかったからかもしれない。今では多くのエルフがファラスの港に遁れキーアダンの許へ避難した。そしてエルフは水軍を編成し敏速な上陸・撤収を繰り返して、敵を攻撃し悩ませた。そこで翌年の冬が来る前にモルゴスはヒスルムとネヴラストを超えて大軍を送り、ファラス地方を荒らしまわった。そしてブリソンバールとエグラレストの2つの港は包囲され、敵に多大な損害を与えたがついには陥落した。キーアダンの民の大半は殺され、奴隷にされた。しかしキーアダンやフィンゴンの息子ギル＝ガラド、その他少数の者は船で海に遁れ、バラール島に避難場所を作り上げた。また彼らはシリオンの河口リスガルズの地にも港を建設した。
モルゴスの思いは絶えずトゥアゴンへと向けられていた。惜しくも彼を逃したことと、今やモルゴスの仇敵の中で滅ぼしたい者の筆頭となっていたからである。というのもトゥアゴンはフィンゴルフィン王家の者であり、フィンゴン亡き今は、彼が全ノルドールの上級王であったからである。また彼は、モルゴスが支配しようとしても出来なかった「水」、それを司るウルモの庇護を受けていた上、彼の父フィンゴルフィンの剣によって癒えない傷を負わされたからである。そして何よりアマンの地にいた頃、ヴァリノールでトゥアゴンを見た時モルゴスの心に影がきざし、自分の破滅は将来彼から齎されるのではないか、という予感を覚えたからであった。
そこでモルゴスはフーリンを前に連れてこさせた。彼がトゥアゴンと親しいことを間者を通じて知っていたからである。最初モルゴスはその凝視によって彼を威圧しようと試みたが、彼はこれに屈せず、むしろ反抗してみせた。そこでモルゴスは鎖による拷問を試みた後、二つの選択肢を示した。ここより解放され自由の身となるか、モルゴス軍の指揮官となりその地位と権力を享受するか。但し引き換えにゴンドリンの所在を白状せよ、と。それにフーリンは罵りで応じた。次にヒスルムにいる妻子縁者のことを持ちだして脅してみたが、これにもフーリンは屈しなかった。とうとうモルゴスは怒り、フーリン一家に災いと絶望と死、そして何処へ行っても破滅を齎すという呪いを吐きかけた。対してフーリンは、嘘吐きのお前にそんな力などないと、歯牙にもかけず嘲った。そのため彼はサンゴロドリムの高みにある石の椅子に座らされると、モルゴスの魔力で金縛りとなり、再度呪いの言葉を吐きかけられ、そしてモルゴスの歪んだ眼と耳で持って、妻子と一族の行く末を否応なく見せつけられることになるのであった。

#### フーリンの彷徨
こうしてフーリンの子供たちは死んだが、モルゴスのハドルの族に対する彼の悪意はまだ満足していなかった。フーリンの妻は気狂いとなって荒野を彷徨い、息子と娘は非業の死を遂げたにも関わらず、彼はまだフーリンに敵意ある仕打ちをしようと考えていた。フーリンは不幸な運命にあった。彼はモルゴスの呪いの成果を、かの暗黒の王の歪んだ眼と耳を通じて、まざまざと見せつけられたからである。そしてモルゴスはシンゴルとメリアンによって成された全てのことに、邪悪な光を投げかけようと努力していた。というのも、彼は二人を憎み恐れていたためである。そして時至れりと考えた彼は、フーリンの子らが死んでから一年後、フーリンを束縛から解放し、何処へでも好きな処に行って良いと告げた。モルゴスはこの行為を、打ちのめされた敵に対しての、寛容さによるもののように装ったが、実の所彼の目的は、フーリンへのさらなる悪意のためであった。フーリンは、モルゴスの言うこと成すことは何であれ殆ど信じなかったが、冥王の嘘にひとしおの怨みを懐きつつ、彼は悲しみのうちに出立した。

#### ドリアスの滅亡
フーリンがメネグロスを去った後、シンゴルは玉座に座したままナウグラミーアを見つめていた。ふとその時に、これを作り直してシルマリルをそこに填め込もう、という考えが心に浮かんだ。シンゴルはシルマリルを手に入れてからというもの、時が経つに連れ、彼の思いは絶えずフェアノールの宝玉に執らわれるようになっていて、最早メネグロスの宝物庫に大事に仕舞うだけでは飽きたらず、常に身につけていたいという気持ちになっていたからである。そこで彼はこの仕事をドワーフの職人に任せることにした。その頃のドワーフ達はエレド・ルインの彼らの都市からベレリアンドに旅をしており、サルン・アスラド（石の浅瀬）でゲリオン河を渡り、そうしてドリアスにまでやって来ていた。何故ならば、金属細工と石工の腕前にかけては、シンダール・エルフはドワーフには及ばなかったため、メネグロスの宮殿では彼らの業が大いに必要とされたからである。しかし今では、ドワーフ達は昔のように少人数でやって来ることはなく、道中の危険から身を守るために、充分に武装した大部隊でやって来るようになっていた。そしてメネグロスにはドワーフ用の居住スペースや工房が用意されていた。丁度その時は、ノグロドの優れたドワーフの工人たちがドリアスにやって来ていたので、シンゴルは彼らを召し出し、もし出来るのならナウグラミーアを作り直して、そこにシルマリルを填め込んで欲しいと伝えた。ドワーフ達は彼らの父祖の傑作と、フェアノールの宝玉に魅入られた。そしてこの二つを我が物とし、自分たちの国に持ち去りたいという強い欲求に駆られた。しかし彼らはそれをおくびにも出さず、その仕事を引き受けた。この仕事は長いことかかった。その間、シンゴルは一人でドワーフ達の仕事場を訪れては、絶えずその進捗状況を見守っていた。やがて、ついにエルフとドワーフの各作品の中でも、最も優れたものがここで一つとなり、この上なく美しい芸術品が世に生み出されたのである。
シンゴルは早速これを手に取り頸にかけようとした。しかしドワーフ達はその手を押さえると、この首飾りを自分たちに引き渡すよう要求した。彼らは、この首飾りは今はもう亡い、フィンロド・フェラグンド王に対して贈呈されたものであって、シンゴル王にどうして所有権があるのかと問うてきた。ドル＝ローミンのフーリンがナルゴスロンドから王の許へ持ち来たっただけではないかと言うのである。これに対してシンゴルは彼らの本心を読み取り、シルマリルを己が手に入れんがために、自分たちに都合のよい口実をこじつけ、難癖をつけていることを見抜いた。彼は激怒し自尊心から、ベレリアンドの上級王たるこの自分に、野卑な種族であるドワーフが、よくもそんなことを要求してのけたなと言うと、自分は発育不全の種族であるお前たちの先祖が目覚めるよりも遥か昔に、クイヴィエーネンの畔で目覚めたのだぞ、と彼らを侮辱した。そして報酬なしで今すぐにメネグロスから立ち去るよう命じた。ドワーフ達はシルマリルへの欲望から、王の言葉に激高し猛り狂った。そして彼らはエルフ王を取り囲むと彼を殺めたのである。こうしてドリアス王エルウェ・シンゴルロは、メネグロスの地下深くで独り死んだのであった。
シンゴルを殺したドワーフ達は、ナウグラミーアを奪うと、メネグロスを出て東に逃れようとした。しかし王を弑した者達の殆どが逃れることは出来なかった。王の死の報せはドリアス中にすぐに行き渡り、復讐のための追跡部隊がドワーフ達に追いつき、これを殺したからである。ナウグラミーアは奪い返されて、悲しみに沈む王妃メリアンの許へと届けられた。しかし追手の追跡を逃れて、エレド・ルインのノグロドに命からがら帰り着いた者が二人いた。二人はメネグロスでの事の詳細は語らず、ただ報酬を惜しんだエルフ王によって殺された、とだけ報告した。殺された者の身内や仲間たちは、悲しみの余り鬚を掻き毟って泣くと同時に、激しい怒りが心に燃え盛った。彼らは復讐するため、ベレゴストのドワーフたちに援助を乞うたが、これは断られ、逆に思い止まるよう説得されたのだが、ノグロドのドワーフたちはそれには耳を貸さず、復讐のため大軍を組織して、ドリアスに向けて進軍していった。
一方その頃、ドリアスでは大きな変化が起こっていた。王妃メリアンは、シンゴルとの別れがさらに大きな別れへとなること、ドリアスの命運は最早尽きようとしていることを知った。というのも、メリアンはもともとはエルフではなく、聖霊たるアイヌアのマイアールに属する者であって、ただエルウェ・シンゴルロへの愛のためだけに、エルフの姿をとってこの地に縛られて来たのである。そしてその仮の姿でアルダに及ぼす力を得て、ルーシエンを産み、彼女の魔法帯によってドリアスは守られてきたのである。しかし今やシンゴルは死に、彼の魂魄はマンドスの館へと去っていた。そして彼の死とともに、メリアンは変わってしまい、彼女の守りの力もドリアスの地から失せてしまった。以後メリアンはマブルングを除き、だれとも口を利かなくなり、シルマリルに注意するよう、オッシリアンドにいる自分の娘とその夫に至急伝えるよう言い残すと、中つ国から姿を消してしまい、西の海の果てにあるヴァラールの国に、去っていってしまったのである。こうして魔法帯の消えたドリアスにドワーフの軍勢は易易と侵入した。彼らは殆ど抵抗を受けなかった。何故ならドワーフ軍は多数で猛々しく、対してシンダール・エルフの指揮官達は、王と王妃が急にいなくなったため、不安と絶望で何も出来ず、右往左往するばかりだったからである。ドワーフ達はそのまま進軍するとメネグロスに入り、ここに上古の代でも最も嘆かわしいことが起きたのである。ドワーフ達は多くのシンダールを殺し、シンゴルの宮殿で略奪をほしいままにし、シルマリルも奪われたからである。武勇に長けたマブルングも宝物庫の前で討ち死にした。この事は後々の世まで両種族の間での確執となる。
その頃ベレンとルーシエンは、オッシリアンドの最南に位置する川の中島トル・ガレンに住んでいた。彼らの息子ディオル・エルヒールは、ガラドリエルの夫ケレボルンの縁者ニムロスを妻とし、二人の間にはエルレードとエルリーンという二人の息子とエルウィングという名の娘がいた。ドワーフの大軍が石の浅瀬でゲリオンを渡ったという報せは、オッシリアンドのエルフたちにも伝えられ、そこからベレンとルーシエンにも伝わった。更にドリアスからも使いが来て、メネグロス内でドワーフ達が働いた狼藉が伝えられた。そこでベレンは立ち上がり、トル・ガレンを去るとディオルを伴って北へ向かった。オッシリアンドのエルフたちも多数彼に従った。メネグロスからの帰途についたノグロドのドワーフたちが、再び浅瀬にさしかかった時、彼らは不意打ちを受けることとなった。ドリアスでの略奪品を背負ったドワーフ達が、ゲリオンの土手を登った時、森中にエルフの角笛が響き渡り、一斉に矢が射かけられた。この最初の一撃で多くのドワーフが死んだ。しかしこの待ち伏せを遁れたドワーフもおり、彼らはエレド・ルイン目指して逃げたが、エント達が現れドワーフ達を森に追い込み、全滅させた。
この合戦でベレンは彼の最後の戦いを行った。彼はノグロドのドワーフ王を討ち取ると、ナウグラミーアを奪いとった。しかしドワーフ王は死に瀕しながら、ドリアスの財宝全てに呪いをかけた。そこでドリアスの宝はアスカール川に沈められ、この時からこの川はラスローリエル（黄金の川床の意）と名づけられた。しかしナウグラミーアだけは、ベレンの手でトル・ガレンに持ち帰られた。ドワーフどもが殲滅されたことを知ってもルーシエンの嘆きが止むことはなかった。しかしナウグラミーアとシルマリルを身に帯びた彼女は、彼女の美しさも相まって、トル・ガレンの地を至福の国の如くに変えたとされる。束の間ではあるものの、これ以上に美しく光に満ちた場所は、この世には存在しなかったと言われている。
一方ベレンとルーシエンの息子ディオルは、二人に別れを告げると妻や子供たちと共に、メネグロスへと出発し、無事到着した。シンダール達は彼らの来訪を喜び、王と身内の死や、いなくなった王妃を嘆いていた日々から立ち上がった。そしてディオルを王に戴きドリアスの王国を再建しようと務めたのである。そんなある秋の夜のこと、メネグロスに一人のエルフがやって来た。彼はオッシリアンドからやってきたエルフで、ディオルに目通りを願った。彼はディオルに無言で宝石箱を手渡すと、直ぐ様去っていった。箱の中にはナウグラミーアがあった。ディオルはこれを見て、ベレンとルーシエンは今度こそ本当に死んで、この世を去ったことを知った。後の世の賢者達が言うにはシルマリルの輝きが二人の死を早めたのだという。この宝玉を身に着けたルーシエンの美しさは、生者必滅の地にあって、あまりにも輝きが強すぎたのである。そしてディオルは今や父母の形見となった、ナウグラミーアをその身に付けるようになった。
シンゴルの世継ぎであるディオルがシルマリルを身に帯びているという噂は、ベレリアンドに四散したエルフの間でも知られるようになり、フェアノールの息子たちの耳にも入った。そこであの恐ろしいフェアノールの誓言が、再びその効力を発揮した。放浪していた七人は再び集まると、ディオルの許に使者を出し、シルマリルを引き渡すよう要求した。ディオルはこれに対し無視を貫いた。そこでケレゴルムは兄弟たちを煽動し、手勢を率いてドリアスに奇襲を仕掛けた。ここに二度目の同族殺害が行われたのである。ケレゴルムはディオルの手にかかって死に、クルフィンとカランシアも命を落とした。しかしディオルと妻のニムロスも殺された。ケレゴルムの召使い達は、幼いエルレードとエルリーンを捕らえると、無情にも森に置き去りにし、餓死するにまかせた。マイズロスはこのことを悔いて、ドリアスの森を何日もかけて探したが、幼い兄弟の姿を見出すことは出来なかった。こうしてドリアスは完全に滅ぼされ、再建不能となった。しかし滅亡させたフェアノールの息子たちも、求めていた物を手に入れることは出来なかった。というのも生き残った者達はシリオンの河口に遁れ、その中にはディオルの娘エルウィングもいた。今や彼女がシルマリルの持ち主となっていたのである。

#### ゴンドリンの没落
フオルの妻リーアンは、ニアナイス・アルノイディアドの2ヶ月前に彼と結婚し、子を懐妊した。
そこでモルゴスは、トゥアゴンと親しい人間の戦士フーリンを捕縛して28年の間拘禁し、その後慈悲を装って解放した。トゥアゴンに呼びかけるフーリンの行動によって隠れ王国ゴンドリンの所在をつかんだモルゴスは、ついにこの残り少ないエルフの拠点を陥落させた。しかしこのとき、トゥアゴン王の孫に当たるエアレンディルは無事に落ち延びていたのである。

#### エアレンディルの航海
成長したエアレンディルとその妻エルウィングは、大海を渡ってアマンにたどり着き、ヴァラールに中つ国の窮状を訴えて救いを求めた。こうしてヴァリノールからかつてない規模の軍勢が出撃し、西方からの干渉はもはやないと高をくくっていたモルゴスに決戦を挑んだ（怒りの戦い）。モルゴスは全兵力で迎え撃ち、最終兵器の空飛ぶ竜まで投入したがついに破れた。再びアンガイノールの鎖で縛られたかれは、夜の扉の向こうの虚空に放逐され、エアレンディルによって見張りを受け続けることになった。
こうしてモルゴスはもはやアルダに手を出すことはできなくなったが、かれがエルフや人間の心に撒いた悪の種は決して消えることはなかった。
やがて起こるアルダ最後の戦い、ダゴール・ダゴラスにおいて虚空より帰還し、ヴァラールらとの戦いにおいてマンドスの館から戻ったトゥーリンに心臓を貫かれ滅びるといわれている。